# Chlorodrepanis flava
El amakihi de Oahu (Chlorodrepanis flava) es una especie de ave paseriforme de la familia Fringillidae. Es endémico de la isla de Oahu, Hawái.

## Descripción
La especie fue descrita por primera vez por Andrew Bloxam como Nectarinia flava. Bloxam pudo ver y recoger muestras en Oahu mientras estaba en las islas de Hawái en 1825 como naturalista a bordo del HMS Blonde.
El macho es de color amarillo intenso en la parte de debajo, fuertemente contrastado con la parte superior, de color verdoso. Las hembras son más apagadas y tienen dos bandas prominentes en las alas. Tiene una longitud total de aproximadamente 4,5 pulgadas (11 cm).

## Hábitat
Tiende a permanecer en los bosques montanos húmedos de Oahu. Puede ser observado fácilmente en dos parques principales, el Honouliuli Preserve, y el Wa'ahila Ridge State Recreation Area. Suele permanecer en el bosque de origen, pero, al menos en cierta medida, se adapta a tipos de bosques de los que no es originario. Anida en zonas boscosas urbanas, pero prefiere los hábitats nativos donde abunda la Acacia koa. Se encuentra principalmente a altitudes superiores a los 1650 pies (500 m), pero en algunos valles de ciertas zonas de su área de distribución se puede encontrar a altitudes menores.

## Alimentación y cría
Debido a la forma de su pico, es capaz de raspar trozos de corteza y llegar a los insectos que constituyen todas las proteínas de su dieta. También se alimenta de néctar de Ohia (Metrosideros polymorpha), árbol de lehua, y en raras ocasiones de azúcar.
Las aves se emparejan durante la temporada de cría, que empieza a partir de mediados de diciembre y termina a principios de marzo. El pequeño nido es de 2-4 pulgadas (5.1 a 10.2 cm) de ancho. La hembra pone entre uno y dos huevos. En dos semanas los huevos eclosionan, las crías nacen cubiertas de plumón marrón. Las aves están listas para dejar el nido unas tres semanas más tarde.

## Estado de conservación
Está amenazada por pérdida de hábitat, por depredadores introducidos, y por la malaria aviar. Algunas poblaciones, sin embargo, parecen haber desarrollado una cierta resistencia a la malaria aviar, lo que podría explicar su reciente expansión hacia áreas de tierras bajas donde los mosquitos, propagadores de la enfermedad, son más comunes. En general, parece mucho menos amenazado que otros mieleros hawaianos, lo que se refleja en su condición de especie vulnerable en la Lista Roja de la UICN.